# Liste der Bodendenkmäler in Wenzenbach
Auf dieser Seite sind die Bodendenkmäler in der Oberpfälzer Gemeinde Wenzenbach zusammengestellt. Diese Tabelle ist eine Teilliste der Liste der Bodendenkmäler in Bayern. Grundlage ist die Bayerische Denkmalliste, die auf Basis des Bayerischen Denkmalschutzgesetzes vom 1. Oktober 1973 erstmals erstellt wurde und seither durch das Bayerische Landesamt für Denkmalpflege geführt wird. Die folgenden Angaben ersetzen nicht die rechtsverbindliche Auskunft der Denkmalschutzbehörde.

## Bodendenkmäler der Gemeinde Wenzenbach

### Gemarkung Bernhardswald
| Lage                     | Objekt                                                     | Akten-Nr.     | Bild |
| ------------------------ | ---------------------------------------------------------- | ------------- | ---- |
| Bernhardswald (Standort) | Massengräber der Schlacht von Schönberg/Wenzenbach (1504). | D-3-6939-0015 |      |

### Gemarkung Grünthal II
| Lage                   | Objekt | Akten-Nr.     | Bild |
| ---------------------- | --- | ------------- | ---- |
| Grünthal II (Standort) | Bestattungsplatz der mittleren Bronzezeit mit mindestens elf Grabhügeln. | D-3-6938-0001 |      |
| Grünthal II (Standort) | Siedlung vor- und frühgeschichtlicher Zeitstellung. | D-3-6938-0003 |      |
| Grünthal II (Standort) | Mittelpaläolithische und mesolithische Freilandstation, Siedlung vor- und frühgeschichtlicher Zeitstellung. | D-3-6938-0005 |      |
| Grünthal II (Standort) | Vorgeschichtliche Siedlung. | D-3-6938-0007 |      |
| Grünthal II (Standort) | Vorgeschichtliche Siedlung. | D-3-6938-0008 |      |
| Grünthal II (Standort) | Siedlung vor- und frühgeschichtlicher Zeitstellung. | D-3-6938-0560 |      |
| Grünthal II (Standort) | Siedlung vor- und frühgeschichtlicher Zeitstellung. | D-3-6938-0561 |      |
| Grünthal II (Standort) | Siedlung vor- und frühgeschichtlicher Zeitstellung. | D-3-6938-0564 |      |
| Grünthal II (Standort) | Siedlung vor- und frühgeschichtlicher Zeitstellung. | D-3-6938-0565 |      |
| Grünthal II (Standort) | Siedlung der Bronzezeit, Bestattungsplatz vor- und frühgeschichtlicher Zeitstellung. | D-3-6938-0566 |      |
| Grünthal II (Standort) | Siedlung vor- und frühgeschichtlicher Zeitstellung. | D-3-6938-0567 |      |
| Grünthal II (Standort) | Siedlung vor- und frühgeschichtlicher Zeitstellung. | D-3-6938-0571 |      |
| Grünthal II (Standort) | Karolingisch-ottonische Siedlung, archäologische Befunde des Mittelalters und der frühen Neuzeit im Bereich der Katholischen Pfarrkirche Maria Himmelfahrt in Irlbach, darunter die Spuren von Vorgängerbauten bzw. älterer Bauphasen. | D-3-6938-0585 |      |
| Grünthal II (Standort) | Vorgeschichtliche Siedlung. | D-3-6939-0001 |      |
| Grünthal II (Standort) | Siedlung der Hallstattzeit. | D-3-6939-0002 |      |
| Grünthal II (Standort) | Mesolithische Freilandstation, Siedlungen der Bronzezeit, der Hallstattzeit, der Spätlatènezeit und des Frühmittelalters. | D-3-6939-0003 |      |
| Grünthal II (Standort) | Siedlungen der Frühbronzezeit, der Hallstattzeit und des Früh- bis Hochmittelalters. | D-3-6939-0004 |      |
| Grünthal II (Standort) | Mesolithische Freilandstation, Siedlungen der Steinzeiten, der Frühbronzezeit und der späten römischen Kaiserzeit im freien Germanien, Bestattungsplatz der Urnenfelderzeit.                                                           | D-3-6939-0006 |      |
| Grünthal II (Standort) | Siedlung vorgeschichtlicher und mittelalterlicher Zeitstellung. | D-3-6939-0007 |      |
| Grünthal II (Standort) | Siedlung vorgeschichtlicher Zeitstellung. | D-3-6939-0008 |      |

### Gemarkung Grünthal I
| Lage                  | Objekt                                                        | Akten-Nr.     | Bild |
| --------------------- | ------------------------------------------------------------- | ------------- | ---- |
| Grünthal I (Standort) | Steinzeitliche Freilandstation.                               | D-3-6938-0557 |      |
| Grünthal I (Standort) | Mesolithische Freilandstation.                                | D-3-6938-0558 |      |
| Grünthal I (Standort) | Mittelalterliche und frühneuzeitliche Hofwüstung Schönachhof. | D-3-6939-0227 |      |

### Gemarkung Hauzenstein
| Lage                   | Objekt                                                                                                | Akten-Nr.     | Bild |
| ---------------------- | --- | ------------- | ---- |
| Hauzenstein (Standort) | Bestattungsplatz der Bronzezeit, Hallstatt- und Frühlatènezeit mit teils verebneten Grabhügeln.       | D-3-6838-0012 |      |
| Hauzenstein (Standort) | Vorgeschichtliche Siedlung.                                                                           | D-3-6838-0013 |      |
| Hauzenstein (Standort) | Hofwüstung Penkhof.                                                                                   | D-3-6838-0151 |      |
| Hauzenstein (Standort) | Hofwüstung Unterer Thalhof.                                                                           | D-3-6838-0152 |      |
| Hauzenstein (Standort) | Mittelalterlicher Burgstall.                                                                          | D-3-6839-0022 |      |
| Hauzenstein (Standort) | Archäologische Befunde und Funde im Bereich von Schloss Hauzenstein mit der Schlosskapelle Hl. Kreuz. | D-3-6839-0137 |      |
| Hauzenstein (Standort) | Siedlung des Mittelalters.                                                                            | D-3-6939-0054 |      |
| Hauzenstein (Standort) | Frühneuzeitliche Hofwüstung Fürholz.                                                                  | D-3-6939-0215 |      |
| Hauzenstein (Standort) | Spätmittelalterlicher bzw. frühneuzeitlicher Vogelherd.                                               | D-3-6939-0228 |      |

### Gemarkung Kreuth
| Lage              | Objekt                                              | Akten-Nr.     | Bild |
| ----------------- | --------------------------------------------------- | ------------- | ---- |
| Kreuth (Standort) | Siedlung vor- und frühgeschichtlicher Zeitstellung. | D-3-6939-0057 |      |

### Gemarkung Wenzenbach
| Lage                  | Objekt | Akten-Nr.     | Bild |
| --------------------- | --- | ------------- | ---- |
| Wenzenbach (Standort) | Bestattungsplatz vor- und frühgeschichtlicher Zeitstellung oder des Mittelalters. | D-3-6939-0010 |      |
| Wenzenbach (Standort) | Vorgeschichtliche Siedlung. | D-3-6939-0055 |      |
| Wenzenbach (Standort) | Siedlung vor- und frühgeschichtlicher Zeitstellung. | D-3-6939-0056 |      |
| Wenzenbach (Standort) | Archäologische Befunde im Bereich von Schloss Schönberg in Wenzenbach, zuvor mittelalterliche Burganlage.                                                                                          | D-3-6939-0060 |      |
| Wenzenbach (Standort) | Archäologische Befunde und Funde im Bereich der Katholischen Pfarrkirche St. Peter in Wenzenbach, darunter die Spuren von mehreren Vorgängerbauten und der aufgelassene historische Ortsfriedhofs. | D-3-6939-0076 |      |
| Wenzenbach (Standort) | Archäologische Befunde und Funde im Bereich der Kapelle St. Andreas in Birkenhof, darunter die Spuren älterer Bauphasen.                                                                           | D-3-6939-0223 |      |
| Wenzenbach (Standort) | Siedlung vor- und frühgeschichtlicher Zeitstellung oder des Mittelalters. | D-3-6939-0226 |      |